# زاهد شهر يك (مقاطعة فسا)
زاهد شهر يك (بالإنجليزية: Tolombeh-ye Abiyari Zahd Shahr-e Yek)‏ هي human-geographic territorial entity تقع في فارس في إيران. يقدر عدد سكانها بـ 18 نسمة.